# ديمتريوس غروس
ديمتريوس غروس (بالإنجليزية: Demetrius Grosse)‏ مواليد 26 فبراير 1981 في واشنطن العاصمة، هو ممثل ومنتج أمريكي بدأ مسيرته الفنية سنة 2005.

## الأعمال
- إنقاذ السيد بانكس
- الخروج من كومبتون
- 13 ساعة: جنود بنغازي السريين

## روابط خارجية
- ديمتريوس غروس على موقع IMDb (الإنجليزية)
- ديمتريوس غروس على موقع ميتاكريتيك (الإنجليزية)
- ديمتريوس غروس على موقع روتن توميتوز (الإنجليزية)
- ديمتريوس غروس على موقع ألو سيني (الفرنسية)
- ديمتريوس غروس على موقع أول موفي (الإنجليزية)
- ديمتريوس غروس على موقع قاعدة بيانات الفيلم (الإنجليزية)
- ديمتريوس غروس على موقع كينوبويسك (الروسية)